# مفارقة المهاجر
تكمن مفارقة المهاجر في أنّ المهاجرين الجُدد غالبًا ما يتفوق أداؤهم على المهاجرين الأكثر رسوخًا وغير المهاجرين في عدد من النتائج المتعلقة بالصحة والتعليم والسلوك أو الجريمة، رغم الحواجز العديدة التي يواجهونها أمام الاندماج الاجتماعي الناجح.
وفقًا للأمم المتحدة، فإن عدد المهاجرين من الجيل الأول في جميع أنحاء العالم هو 244 مليون. أدّت هذه التغيرات السكانية واسعة النطاق في جميع أنحاء العالم إلى قيام العديد من العلماء، عبر المجالات، لدراسة التبادل الثقافي والتكيّف مع المهاجرين في أوطانهم الجديدة. فحص الباحثون تجارب المهاجرين تحديدًا، من حيث صلتها بالتحصيل العلمي والصحة العقلية والبدنية والسلوك/الجريمة.

## التحديات التي تواجه المهاجرين
يواجه المهاجرون العديد من التحديات نتيجةً للهجرة، الناجمة عن حقيقة أن الأمم والمجتمعات التي يستقرون فيها غير مألوفة ثقافيًا.  لذا فإنهم يجدون أنفسهم في بيئة غير مُرحِبة تفتقر إلى الأسس اللازمة لضمان انتقال بسيط. أيضًا فإن المواقف العامة للمجتمع المضيف تكون غالبًا معادية وكارهة للأجانب، لذا فإن المهاجرين أكثر عرضة للخطر. يعد التمييز والتحيز أمرَين شائعَين، ويفرضان تجارب يومية مع الأفراد والمنظمات داخل المجتمع المضيف. مثلًا، مع أن التدريب على الحساسية الثقافية أصبح على نحو متزايد مكونًا مطلوبًا للتعليم الطبي، واجه المهاجرون تاريخيًا التمييز في نظام الرعاية الصحية، وما زالوا يواجهون هذا التمييز. يوجد حاجز إضافي يحول دون الحصول العادل على الرعاية الصحية، وهو ما يرجع إلى محدودية كفاءة اللغة الإنجليزية للعديد من المهاجرين. إذ لا تتوفر خدمات ترجمة كافية للعديد من مرافق الرعاية الصحية، أيضًا فإن مقدمي الرعاية الصحية ذوي الحساسية الثقافية نادرون. إضافةً إلى أن العديد من المهاجرين غير مؤمن عليهم، ما يجعل الأعباء المالية للرعاية الصحية الملائمة لا يمكن التغلب عليها.
يستقر العديد من المهاجرين أيضًا في أحياء وجيوب عرقية منفصلة ومنخفضة الدخل، خاصةً خلال فترات الهجرة المرتفعة. مع أن فوائد العيش في مثل هذه المجتمعات تشمل زيادة الدعم الاجتماعي، والعلاقات الإيجابية داخل المجموعة، والقضاء الفعلي على الحواجز الثقافية واللغوية في التفاعل اليومي، غالبًا ما تكون هذه الأحياء أهدافًا للعنف المؤسسي، مثل التوقيف والتفتيش. وبسبب سياسات تمويل التعليم العام في الولايات المتحدة، غالبًا ما تُخصص الأموال للمدارس بناءً على الضرائب العقارية في المناطق المجاورة. نتيجة لهذا فإن العديد من الأطفال المهاجرين يرتادون المدارس التي تعاني نقص الموظفين، ونقص التمويل، والافتقار إلى الموارد، مقارنةً بمدارس أقرانهم الأكثر ثراءً. ما يُعرَف بفجوة الفرص، التي تتمتع بموجبها المجموعات المهمشة منخفضة الدخل بفرص منخفضة غير متناسبة للوصول إلى وسائل الراحة التي توفرها المجموعات المميزة اجتماعيًا، ما يؤدي إلى تفاوت على مستوى الإنجاز الأكاديمي والأجور والسلطة السياسية. وفي العلاقة المباشرة مع هذه العقبات، يواجه المهاجرون أيضًا تحديات في مكان العمل، تتضمن ظروف العمل السيئة والخطيرة، والبطالة، وتوظيف الأفراد ذوي المهارات العالية في وظائف منخفضة المهارات.
ما يزيد من تعقيد كل هذه المسائل، أن عبء التّبادل الثّقافي هو عامل ضغط إضافي. من الصعب تجاوز الفجوة بين ثقافة التراث وثقافة المجتمع الجديد، لأن تقاليد ومعتقدات ومعايير هاتين الثقافتين غالبًا ما تكون في صراع مباشر. يتفاقم هذا التحدي من خلال العقبات الأخرى التي يواجهها المهاجرون، وله عواقب وخيمة على الصحة العقلية، خاصةً لأن العديد من المهاجرين واللاجئين معرضون بالفعل لمستويات مرتفعة من الأمراض النفسية، بسبب الصدمة المرتبطة بالنزاعات الشخصية والتوتر النفسي أو الاضطرابات السياسية في بلدانهم الأصلية.

## نتائج متناقضة
رغم التحديات العديدة التي تواجه الجيل الأول من المهاجرين، فإن الأبحاث حول الصحة العقلية والبدنية والنتائج التعليمية والسلوك لهؤلاء السكان أظهرت نمطًا متناقضًا.

### نتائج الصحة النفسية
أظهرت الأبحاث التي أجريت مع الأمريكيين الفلبينيين أن الجيل الأول من المهاجرين يعانون أعراض اكتئاب أقل من الأجيال اللاحقة المولودة في الولايات المتحدة. وُجِد أن الجيل الأول من المهاجرين المكسيكيين إلى الولايات المتحدة لديهم حالات أقل من الاضطرابات المزاجية وتعاطي المخدرات مقارنةً بنظرائهم ثنائيي الثقافة أو الأجيال اللاحقة. تُظهر أبحاث أخرى مع السكان اللاتينيين أن المهاجرين أقل عرضة للإصابة بأي اضطراب عقلي مقارنةً بالبيض غير اللاتينيين. دعمت الأبحاث التي أجريت على السكان الآسيويين هذه المفارقة الواضحة، إذ أبلغ الجيل الأول من الأمريكيين الآسيويين عن مستويات أقل من أعراض الاكتئاب والقلق مدى الحياة مقارنةً بالأمريكيين الآسيويين المولودين في الولايات المتحدة. وجدت إحدى الدراسات التي شملت المهاجرين إلى الولايات المتحدة من آسيا وإفريقيا وأمريكا اللاتينية وأوروبا أن المهاجرين، بصرف النظر عن موطنهم الأصلي، أظهروا سلوكًا مناهضًا للعنف أقل من الأفراد المولودين في الولايات المتحدة.
تكرّرت هذه النتائج خارج الولايات المتحدة، إذ وجد باحثون كنديون أن الشبان المولودين في الخارج أقل ميلًا إلى إظهار المشكلات العاطفية والسلوكية مقارنة بأقرانهم المولودين في بلادهم، رغم تعرضهم لمستويات مماثلة من الفقر. وجدت الأبحاث التي أجريت في هولندا أيضًا دليلًا على وجود مفارقة المهاجرين، إذ أبلغ مهاجرون مسلمون من الجيل الأول والثاني عن مشكلات نفسية أقل واحترام للذات أعلى من المواطنين الهولنديين.

### نتائج الصحة البدنية
تمتد المفارقة بين المهاجرين أيضًا إلى الصحة البدنية، إذ حقق المهاجرون الجدد نتائج أفضل من الأفراد المولودين في الولايات المتحدة. وجدت دراسة أُجريت على آلاف السجلات الصحية في كاليفورنيا أن النساء الآسيويات واللاتينيات حققن نتائج أفضل في فترة ما حول الولادة مقارنةً بالنساء البيض والسود. كان لدى النساء الآسيويات واللاتينيات تحديدًا، معدل أقل لوفيات أطفال، ووزن أعلى للطفل عند الولادة وعدد أقل من العمليات القيصرية وحالات طبية أقل في أثناء الولادة واستشفاء أقصر. تكررت هذه النتيجة أيضًا في إسبانيا مع الأمهات المهاجرات، باستثناء الأمهات من أصل أفريقي جنوب الصحراء، اللائي يعانين انخفاض الوزن عند الولادة مقارنةً بالأمهات الإسبانيات.
بالنظر إلى زيادة الوزن والسمنة، وُجِد أن الجيل الأول من النساء الأمريكيات المكسيكيات كان لديهن نظام غذائي صحي أكثر مقارنةً بالنساء البيض غير اللاتينيات والجيل الثاني من النساء الأمريكيات المكسيكيات. إضافةً إلى أن لدى نساء الجيل الثاني أفقر مدخول غذائي، إذ يستهلكن كميات أقل من العناصر الغذائية الضرورية مقارنةً بالنساء البيض غير اللاتينيات. وُجد أيضًا أن المهاجرين المولودين في الولايات المتحدة -أي الجيل الثاني من المهاجرين والأجيال اللاحقة- ينخرطون في سلوكيات مرتبطة بزيادة الوزن، مثل سوء التغذية والتدخين وقلة النشاط البدني، مقارنةً بالمهاجرين المولودين في الخارج. أظهرت دراسة لاحقة أنه مع زيادة مدة الإقامة في الولايات المتحدة، انخفضت مستويات صحة المهاجرين انخفاضًا ملحوظًا، مقتربةً من مستويات الأفراد المولودين في الولايات المتحدة. رغم دخول الرجال والنساء المهاجرين إلى الولايات المتحدة بمؤشر كتلة جسم أقل من نظرائهم المولودين هناك، في غضون 10 إلى 15 عامًا من الوصول، لم يكن هناك فرق كبير بين مؤشر كتلة الجسم للمهاجرين مقارنةً بالمولودين في الولايات المتحدة.

### النتائج التعليمية
من بين السكان اللاتينيين، أفاد الجيل الأول والثاني من المراهقين اللاتينيين بمستويات عالية من الجهد في المدرسة، مع تراجع الجهد عبر الأجيال. وهم يعطون قيمة أكبر للتعليم، مع ملاحظة نفس اتجاه الانحدار. لدى المراهقين الأمريكيين المكسيكيين من الجيل الأول، على وجه التحديد، مواقف أكثر إيجابية تجاه الأكاديميين وتغيّب عن المدرسة أقل، مقارنةً بالأجيال اللاحقة والبيض غير اللاتينيين المولودين في الولايات المتحدة. وهم يشاركون بدرجة أكبر في الدورات الدراسية في العلوم والتكنولوجيا والهندسة والرياضيات بالمدرسة الثانوية ولديهم معدلات تراكمية أعلى. فيما يتعلق بالأمريكيين الآسيويين، فإن لدى الجيل الأول من الشباب الأمريكيين الآسيويين مواقف أكثر إيجابية تجاه الأكاديميين وتغيّب عن المدرسة أقل مقارنةً بالأجيال اللاحقة والبيض غير اللاتينيين المولودين في الولايات المتحدة. أبلغ الجيل الأول والثاني من الشباب الأمريكيين الآسيويين عن مستويات أعلى من الجهد في المدرسة. تشمل الاختلافات الأخرى في النتائج التعليمية، تفوقًا في القراءة لدى الأطفال المهاجرين من الجيل الأول والثاني مقارنةً بنظرائهم من الجيل الثالث. يتمتع الجيل الأول من الشباب اللاتيني والآسيوي والأفريقي بتحصيل تعليمي إجمالي أكبر، وأقل عرضة للتسرب من المدرسة الثانوية مقارنةً بالأجيال اللاحقة.

### النتائج المتعلقة بالسلوك
يوجد دليل على أن المفارقة بين المهاجرين تمتد إلى نتائج متباينة في السلوك أو الجريمة. مثلًا، معدلات عنف الشريك الحميم أقل بين أسر الجيل الأول من المهاجرين غير اللاتينيين. أيضًا فإن المهاجرين أقل عرضة للانخراط في الأنشطة الإجرامية والعنيفة المعادية للمجتمع، متضمنةً القيادة في حالة سُكْر، والسرعة، والعنف الجسدي المتعمد، واستخدام الأسلحة، مع أقل احتمالية للانخراط في السلوك الإجرامي مقارنةً بالجيل الأول من المهاجرين، يليه مهاجرو الجيل الثاني، ثم الجيل الثالث.

## حالة خاصة: مفارقة المهاجرين بين اللاجئين؟
يوجد إجماع عام على أن اللاجئين في وضع غير مناسب خاصةً عندما يتعلق الأمر بإعادة التوطين الناجحة في المجتمع المضيف، إذ إن نفس التحديات التي يواجهها المهاجرون الطوعيون تتفاقم عمومًا في حالة اللاجئين. ومع ذلك، وجدت بعض الأبحاث دليلًا على وجود مفارقة، إذ تقل احتمالية مشاركة اللاجئين في تعاطي المخدرات بـ 3 أضعاف على الأقل مقارنةً بغير المهاجرين. وجدت أبحاث أخرى أن احتمال إصابة اللاجئين في الدنمارك بسرطان الثدي أقل مقارنةً بالسكان الدنماركيين، لكن احتمالية الإصابة بسرطان الرئة وفيروس نقص المناعة البشري والسل أكبر. لكن مستويات كل هذه الأمراض بين اللاجئين تقارب مستويات المواطنين الدنماركيين مع استمرار الإقامة.